# Catupiry
Catupiry é uma conhecida marca brasileira de requeijão. Embora consista em um marca registrada, a palavra "catupiry" se tornou, informalmente, sinônimo para um tipo de requeijão cremoso mais denso, normalmente vendido em bisnagas. O nome escolhido para a marca vem do tupi antigo katupyryb, que significa "excelente" (de katu, bom + pyryb, muito, literalmente "muito bom").
Contudo, a marca também produz um requeijão menos cremoso, em ponto de corte, com consistência similar à da margarina, o qual é comercializado em pequenas caixas de formato redondo.

## História
Tudo começou em novembro de 1911 quando o casal de imigrantes italianos Mário e Isaíra Rosa Silvestrini começaram a produzir numa pequena fábrica na estância hidromineral de Lambari no sul de Minas Gerais. A primeira receita do casal foi batizada de ''cremelino'', a qual começou a ser comercializada em São Lourenço, também em Minas Gerais, onde a fábrica do casal havia sido transferida. Logo depois de estarem prontos, cada um de seus produtos eram envolvidos em papel celofane e cuidadosamente colocados em caixas de madeira, onde eram distribuídos em diversas mercearias. O que ninguém esperava era que seus produtos fossem fazer tanto sucesso, isso devido a qualidade e consistência cremosa e firme que acabaram se transformando em objetos de desejos pela pelos seus clientes.
Em 1922, a empresa recebeu seu primeiro prêmio, a medalha de ouro na Exposição Internacional de Alimentos do Rio de Janeiro, e também se destacou no Dicionário Internacional de Queijos, o Les Fromages, que era editado pela Larousse, sendo chamado de o “requeijão do Brasil”. Anos mais tarde em 1934, foi aberta, no bairro da Barra Funda, em São Paulo, a primeira fábrica do requeijão catupiry. Em um curto período de tempo o requeijão cremoso se espalhou e trouxe um rápido crescimento da marca e em 1949 a sede da marca foi transferida para São Paulo também.

Devido à sua popularidade, a palavra "Catupiry" passou a ser sinônimo de um requeijão muito cremoso, usado como complemento em variadas receitas da culinária brasileira, além de pizzas e pastéis.

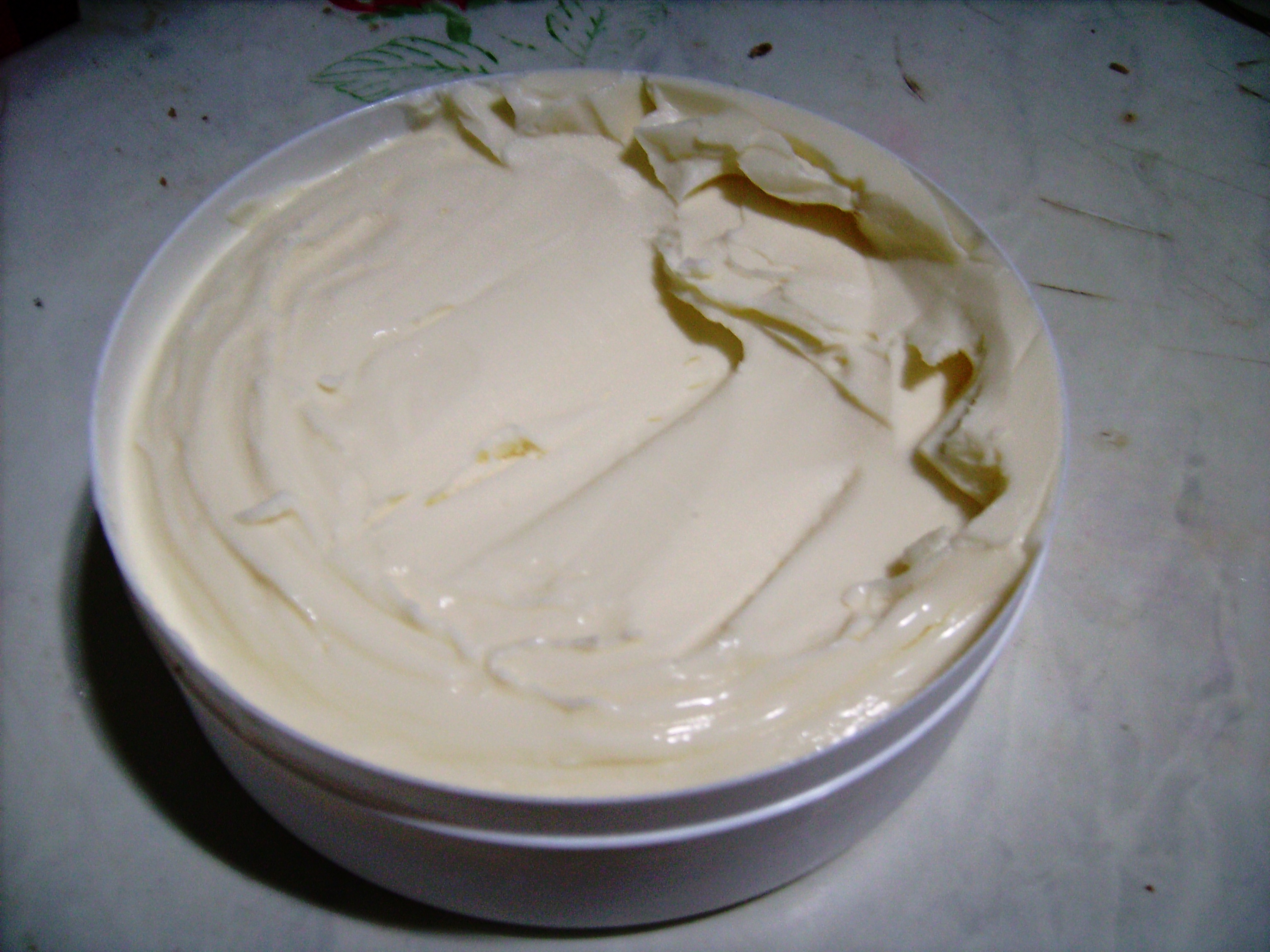
Pote com requeijão Catupiry

Entre as décadas de 1920 e 1980, a embalagem foi uma caixinha redonda com tampa, feita artesanalmente — uma a uma, de uma folha fina de madeira. Já na década de 1990, a embalagem passou a ser de plástico e apareceram as bisnagas e os baldes vendidos às pizzarias. O catupiry autêntico é produzido em Bebedouro, no interior de São Paulo, em uma das fábricas do grupo. A pizza à base do requeijão Catupiry é tradicionalmente comercializada em todos os estados do Brasil.
Em 2002, foi inaugurada a primeira loja Delícias Catupiry, no mesmo imóvel onde se localizava a antiga fábrica da marca no Bom Retiro, em São Paulo. A finalidade dessa loja é oferecer salgados, massas e doces, também são servidos pratos para o almoço, todos os pratos são feitos com produtos Catupiry.
Já em 2018, em comemoração aos 107 anos da marca, a loja Delícias Catupiry foi reinaugurada com uma nova proposta, o ''Empório Catupiry''. O espaço é dedicado a venda de mais de 200 linhas de produtos diferentes, entre eles pães de queijo, tortas, kibes, coxinhas entre outros, que foram lançados no ano anterior.
Atualmente a Catupiry tem quatro fábricas, duas em São Paulo, nos municípios de Bebedouro e Santa Fé do Sul, e as outras em Doverlândia, em Goiás, e Santa Vitória, em Minas Gerais. A empresa é atualmente gerida por seis famílias, todas herdeiros dos Silvestrini, e está presente em 5 países, incluindo Estados Unidos, Canadá e Japão e apresentou um faturamento de cerca de R$ 1 bilhão em 2022.

## Certificações
Alguns produtos da marca possuem certificação kosher (Chalav Stam) pela BDK.